# Šiprage
Šiprage so naselje v občini Kotor Varoš, centralna Bosni, Bosna in Hercegovina. Ležijo ob reki Vrbanja, 60 km jugovzhodno od Banjaluke. Nekdaj je bil kraj tudi občina v okrožju Kotor Varoš, po Zakonu o občinskem načrtovanju leta 1964 se je vrnil na raven lokalne skupnosti. Ime kraja izvira iz družinskega priimka Šipraga.
Med vojno v Bosni (1992-1995) je bil eden izmed 18 bošnjaških taborišč občine Kotor Varoš v policijski postaji (MUP) Šiprage.

## Podnebne
V okolici Šiplage in je zmerno celinsko podnebje, s štirimi letnimi časi, pozimi. V hribih okoli gore in subalpina, letna nihanja temperature in padavin so razmeroma visoke, vendar dolgoročno stabilnost.
Dolgoročno ("zgodovinski") kazalniki dolgoročne podnebje območja Šiprage
- Razlike v padavin med najbolj suhih in vlažnih mesecih je 41 mm. Med letom je povprečna temperatura nad 20,6° C [5]

## Demografija

### Popisni pregled
- 1931. i 1953.: Občina Šiprage.[7]

♦ Območje Šiprage 
| ŠiprageSkupno število prebivalcev 2013: 788 |              |              |              |
| Census leto                                 | 1991.        | 1981.        | 1971.        |
| Bošnjaki                                    | 745 (78,25%) | 711 (60,10%) | 422 (51,33%) |
| Srbi                                        | 168 (17,64%) | 320 (27,04%) | 370 (45,01%) |
| Hrvati                                      | 1 (0,10%)    | 6 (0,50%)    | 0            |
| Jugoslovani                                 | 32 (3,36%)   | 136 (11,49%) | 21 (2.55%)   |
| Preostalih in neznano                       | 6 (0,63%)    | 10 (0,84%)   | 9 (1,09%)    |
| Skupaj                                      | 952          | 1,183        | 822          |

Pripomba: V obdobju od 28. do 31. maja 1973, v Srednji OŠ "Rudi Čajavec" razredih pa se jih je udeležilo 730 do 740 učencev, od tretjega do osmega razreda.

### Populacija občin okrožja Kotor Varoš, v 1953.
| Popisno područje | Ukupno | Srbi  | Hrvati | Slovenci | Makedonci | Crnogorci | Jugoslaveni neopredijeljeni | Čehi | Poljaci | Rusini – Ukrajinci | Ostali Sloveni | Ostali nesloveni |
| SREZ KOTOR VAROŠ | 37898  | 25008 | 6485   | 4        | 4         | 10        | 6375                        | 2    | –       | 2                  | –              | 8                |
| Kotor Varoš      | 4715   | 805   | 2640   | 2        | 3         | 6         | 1253                        | 1    | –       | 1                  | –              | 4                |
| Maslovare        | 4574   | 3966  | 8      | –        | –         | –         | 600                         | –    | –       | –                  | –              | –                |
| Previle          | 4576   | 3537  | 696    | –        | –         | –         | 342                         | –    | –       | –                  | –              | 1                |
| Skender Vakuf    | 7100   | 6566  | 16     | –        | –         | –         | 518                         | –    | –       | –                  | –              | –                |
| Šiprage          | 7746   | 6036  | 24     | 1        | 1         | –         | 1682                        | –    | –       | –                  | –              | 2                |
| Vrbanjci         | 4919   | 1678  | 1728   | 1        | –         | 4         | 1505                        | 1    | –       | 1                  | –              | 1                |
| Zabrđe           | 4268   | 2420  | 1373   | –        | –         | –         | 475                         | –    | –       | –                  | –              | –                |

## Zgodovinska galerija
- Načrt (18,42x14,20) rimsko bazilika iz 5. stoletja
- Ena izmed zadnjih dveh nagrobnikov (12 stoletje) v Siprage snemanje iz leta 1950
- Četa pionirja, 1943 let